# Saint-Martin-Valmeroux
Saint-Martin-Valmeroux – miejscowość i gmina we Francji, w regionie Owernia-Rodan-Alpy, w departamencie Cantal.
Według danych na rok 1990 gminę zamieszkiwały 1012 osoby, a gęstość zaludnienia wynosiła 39 osób/km² (wśród 1310 gmin Owernii Saint-Martin-Valmeroux plasuje się na 224. miejscu pod względem liczby ludności, natomiast pod względem powierzchni na miejscu 294.).